# Universidade da Califórnia em Los Angeles
A Universidade da Califórnia em Los Angeles (em inglês:  University of California, Los Angeles, UCLA) é uma universidade americana localizada na região de Westwood, na cidade de Los Angeles. Foi fundada em 1919, sendo a segunda universidade do sistema Universidade da Califórnia (UC) e está entre as melhores universidades do mundo. Está organizada em cinco faculdades voltadas para cursos de graduação e quatro escolas focadas no ensino de ciências da saúde. A UCLA tem o maior campus da Universidade da Califórnia. Possui cerca de 25 mil estudantes de graduação e onze mil de pós-graduação. Tem como mascote o Bruin Bear e suas cores são o azul e o ouro. Sua biblioteca central possui cerca de oito milhões de livros, sendo a oitava maior dos Estados Unidos.

## Prêmios Nobel
Desde que a primeira turma se formou, em 1923, a UCLA gerou quatro prêmios Nobel:
Professores
- 2012: Lloyd Shapley - Economia
- 1998: Louis J. Ignarro - Fisiologia ou medicina
- 1997: Paul Boyer - Química
- 1987: Donald Cram - Química
- 1965: Julian S. Schwinger - Física
- 1960: Willard F. Libby - Química

Ex-alunos
- 2013: Randy W. Schekman - Medicina
- 2010: Richard F. Heck - Química
- 2009: Elinor Ostrom - Economia
- 1990: William Sharpe - Economia
- 1984: Bruce Merrifield - Química
- 1951: Glenn Seaborg - Química
- 1950: Ralph Bunche - Paz